# 巴尔巴特尔
巴尔巴特尔（法語：Barbâtre，法語發音：[baʁbatʁ]）是法国卢瓦尔河地区大区旺代省的一个市镇，位于该省西部的努瓦尔穆捷岛上，通过古瓦通道与大陆相连，属于莱萨布勒多洛讷区。

## 地理
巴尔巴特尔（46°56'38"N, 2°10'50"W）面积12.47 平方千米，位于法国卢瓦尔河地区大区旺代省，该省份为法国西部沿海省份，北起大西洋卢瓦尔省和曼恩-卢瓦尔省，西临大西洋，南至滨海夏朗德省，东部及东南部与德塞夫勒省接壤。
与巴尔巴特尔接壤的市镇（或旧市镇、城区）包括：拉盖里尼耶尔。
巴尔巴特尔的时区为UTC+01:00、UTC+02:00（夏令时）。

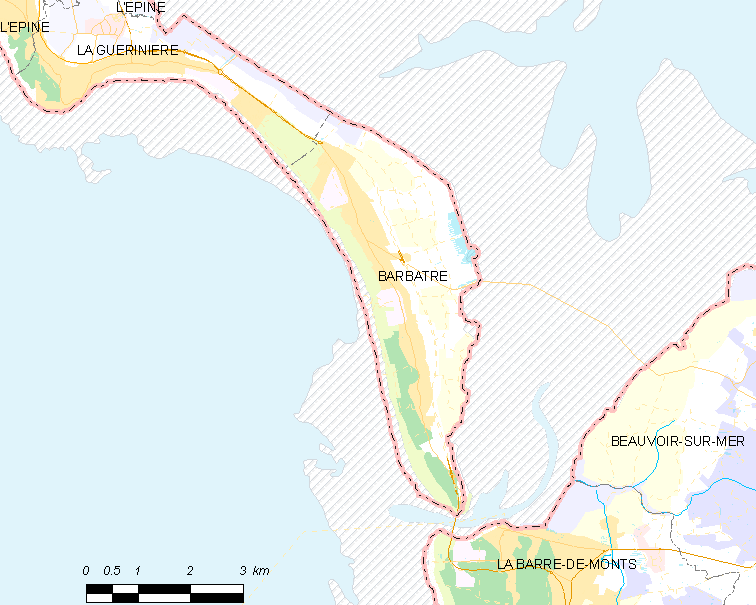
巴尔巴特尔的OSM定位图

## 行政
巴尔巴特尔的邮政编码为85630，INSEE市镇编码为85011。

## 政治
巴尔巴特尔所属的省级选区为圣让德蒙县。

## 人口

1962-2008年间巴尔巴特尔人口变化图示

巴尔巴特尔于2022年1月1日时的人口数量为1790人。